# Văn hóa Maikop

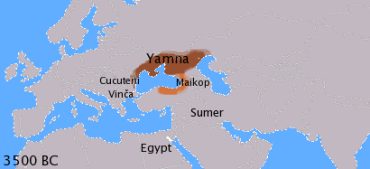
Khu vực phổ biến của văn hóa Maikop.

Văn hóa Maikop (từ tiếng Nga Майкопская культура), khoảng 3500 TCN—2500 TCN, là một văn hóa khảo cổ chính thuộc thời đại đồ đồng ở miền nam Nga, chạy từ bán đảo Taman tại eo biển Kerch gần ranh giới với Dagestan ngày nay, có trung tâm ở khoảng nước cộng hòa Adygea ngày nay (thủ đô là Maikop) trong thung lũng sông Kuban. Văn hóa này có tên gọi như vậy là từ mộ táng hoàng gia được tìm thấy tại đây. Gò mộ Maikop chứa rất nhiều các cổ vật bằng vàng và bạc, được Nikolay Ivanovich Veselovsky phát hiện năm 1897.
Văn hóa này gần như là đương thời với văn hóa Kura-Aras (3500 TCN—2200 TCN), một văn hóa có tại khu vực Kavkaz và kéo dài tới miền đông Anatolia, và có lẽ chịu ảnh hưởng của nó. Ở phía bắc và phía tây của văn hóa này là văn hóa Yamna cũng gần như đương thời và ở chính phía bắc là văn hóa Novotitorovka (3300 TCN—2700 TCN), cũng chồng lấn một phần với văn hóa này khi xét về lãnh thổ.
Nền kinh tế chủ yếu của văn hóa Maikop là chăn thả gia súc, với vị trí chính là chăn thả cừu. Bên cạnh các sản phẩm từ đồng thiếc, người Maikop vẫn tiếp tục sử dụng rìu đá và các mũi tên với đầu bằng đá phiến silic. Họ cũng biết tới bánh xe. Đồ gốm màu đỏ, được sản xuất với sự hỗ trợ của bàn xoay. Văn hóa này đáng chú ý vì sự phổ biến của các cổ vật đồng thiếc được trang trí tinh xảo gắn liền với nó mà không có sự tương tự nào khác cùng thời. Trong các mộ táng cũng chứa các vật dụng bằng vàng và bạc.
Văn hóa này được biết đến chủ yếu là từ thực tiễn chôn cất người chết của nó, thông thường là trong các hốc chôn cất, đôi khi được lót bằng đá, chụp lên trên là các gò mộ. Các ụ đá hình tháp thay thế cho các gò mộ trong các mộ táng muộn hơn. Do thực tiễn chôn cất của nó, và khi xét theo giả thuyết Kurgan của Marija Gimbutas thì nó được liệt kê như là sự xâm nhập từ vùng thảo nguyên Hắc Hải vào khu vực Kavkaz. Theo Mallory điều này khó để lượng giá và ông cho rằng: tại những nơi mà chứng cứ cho các nấm mộ được tìm thấy, nó là chính xác trong các khu vực mà sau đó biểu lộ sự hiện diện của các cư dân phi Ấn-Âu. Trong các cơ hội khác mà văn hóa này được trích dẫn, ở mức độ thấp nhất, như là văn hóa gò mộ hóa với các liên kết ngôn ngữ và dân tộc mạnh với các hậu duệ của người Tiền Ấn-Âu. Nó được kết nối với nhóm Hạ Mikhaylovka và văn hóa Kemi Oba, và xa hơn là với văn hóa Vò hai quai hình cầu và văn hóa Rìu chiến, nếu chỉ trong ý nghĩa kinh tế. Mallory nói rằng:
Học thuyết như vậy, cần phải nhấn mạnh, có tính chất suy đoán và mâu thuẫn cao mặc dù ở đay có sự công nhận rằng văn hóa này có thể là sản phẩm của ít nhất là 2 truyền thống: truyền thống thảo nguyên địa phương bao quát trong văn hóa Novosvobodna và các yếu tố ngoại lai từ phía nam Kavkaz mà có thể được lập biểu đồ thông qua việc nhập khẩu trong cả hai khu vực.—EIEC,"Maykop Culture".
Sông Kuban có thể phục vụ cho giao thông thủy trong phần lớn chiều dài của nó và là đường thủy dễ dàng thông qua biển Azov để đi vào vùng lãnh thổ của văn hóa Yamna, theo đường của các hệ thống sông như sông Đông và sông Donets cũng có thể. Văn hóa Maikop nằm ở vị trí thuận lợi để khai thác các khả năng thương mại của khu vực Trung Ukraina.
Tamaz Gamkrelidze và Vyacheslav Vsevolodovich Ivanov, với quan điểm của họ hơi mâu thuẫn nhau, cho rằng văn hóa Maikop (hoặc tổ tiên của nó) có thể là một trạm trung chuyển cho người Ấn-Âu di cư từ Nam Kavkaz và/hoặc Đông Anatolia tới quê hương tổ tiên thứ hai trên thảo nguyên. Điều này về cơ bản có thể đặt nguồn gốc xuất thân tại Anatolia từ lúc ban đầu, và ít nhất là trong ngữ cảnh này, nó phù hợp với giả thuyết Anatolia của Andrew Colin Renfrew. Lưu ý rằng một vài cố gắng đã được đề ra nhằm hợp nhất các ngôn ngữ Ấn-Âu với các ngôn ngữ tây bắc Kavkaz thì tiền quê hương tổ tiên Kavkaz có sớm hơn cũng không nằm ngoài vấn đề này.
Theo thời gian văn hóa Maikop dần dần bị thay thế bằng văn hóa của những người đến từ phía bắc, những người tạo ra các mộ bàn đá Bắc Kavkaz.